# Енот Ракета
Ено́т Раке́та (англ. Rocket Raccoon, другой вариант перевода имени — Реакти́вный Ено́т) — персонаж из комиксов компании Marvel. Был придуман Биллом Мантло и Китом Гиффеном и впервые появился в седьмом выпуске серии Marvel Preview, летом 1976 года. Он умный, гуманоидный енот, который является экспертом в тактике и очень метким стрелком.
Енот Ракета стал одним из членов команды Стражи Галактики, которую возобновили в 2008 году. Он также появился в фильме «Стражи Галактики», его озвучил актёр Брэдли Купер.

## История публикации
Создан Биллом Мантло и Китом Гиффеном, которые были вдохновлены песней The Beatles — «Rocky Raccoon». Ссылкой на песню было появление Ракеты в серии комикса «Невероятный Халк» #271 (май, 1982), номер назывался «Где-то в черной дыре Сириуса Мэйджора жил мальчик, которого звали Енот Ракета». В номере Халк помог Ракете остановить злодея, пытающегося украсть «Библию Гидеона», которая во вселенной Марвел является книгой, в которой содержатся все знания о колонии психически больных.
Впервые же Енот Ракета появился в номере «Marvel Preview» #7, летом 1976 года. В 1985 году он получил собственную ограниченную серию, состоящую из четырех номеров, которую создали Майк Миньола, Аль Гордан и Аль Милгром. Ракета появился в номере «Квазар» #15 в 1990 и в трех выпусках «Сенсационная Женщина-Халк» (#44-46) в 1992 году.
Также появлялся в серии «Изгнанники» 2006 года и «Аннигиляция: Завоевание» 2007 года. С 2008 года — основной член команды в серии комиксов «Стражи Галактики». После появился в серии «Императив Таноса» и «Уничтожители».
Вместе с другими членами команды Стражи Галактики появился в серии комиксов «Мстители Сбор», созданной для фанатов фильма «Мстители». Появился в серии «Стражи Галактики: Том 3» как часть перезапуска Marvel NOW!.

## Биография
Енот Ракета действует как «Опекун Сектора Краеугольного камня», области космического пространства, которая отрезана от остальной части космоса так называемой Галисийской Стеной. Ракета — капитан звездолета «Rack 'n' Ruin», он и его первый помощник Уол Расс (говорящий морж) происходят из планеты Полусвет, заброшенной колонии для психически больных. Там животных наделяют человеческим интеллектом и способностью ходить на двух ногах, чтобы они наблюдали за обитателями. Он также является главным офицером Полусвета, который защищает колонию от различных угроз.
Однажды Джадсон Джейкс попытается украсть «Библию Гидеона», но Ракета при помощи Халка остановит его. Позже лорд Дивайн похитил подругу Ракеты Лиллу и при помощи Джейкса начал войну. Во время войны к Ракете присоединился Блэкджэк О’Хейр и помог ему спасти Лиллу. Вскоре звездолет «Rack 'n' Ruin» был разрушен, лорд Дивайн и Джадсон Джейкс объединились, чтобы убить Енота Ракету. Но он при помощи излечившихся психически больных победил лорда Дивайна и Джадсона Джейкса. Позже Ракета вместе с животными покинули Полусвет и отправились в космос. Некоторое время спустя он попал на планету Незнакомца, который хотел исследовать его в своей лаборатории, но Ракете удалось сбежать.
Енот Ракета был выбран членом команды, которая будет сопровождать Звездного Лорда, чтобы помочь ему помешать проникновению Фаланг на планету Крии. Ракета изображен как одаренный военный тактик, бесстрашный, лояльный и проницательный. Также подразумевается, что у него случаются случаи обсессивно-компульсивного расстройства.

### Стражи Галактики
Ракета присоединился к новой команде Стражей Галактики по просьбе своего друга Звездного Лорда. Именно он предложил название для команды после того, как они нашли члена первой команды Майора Победу. Позже, когда команда начинает распадаться после исчезновения Звездного Лорда, он поддерживает команду и вводит в неё нового участника, своего друга древоподобного гуманоида Грута. Ракета становится лидером до нахождения Звездного Лорда и спасения Земли от инопланетного вторжения. Когда команда пытается остановить растущую мощь Войны королей, Ракета возглавляет часть команды, которая отправляется в империю Ши’ар. Они подвергаются нападению Вулкана и Имперской гвардии, что приводит их к союзу со Звёздными гасителями.
После того, как Стражи Галактики распались, Енот Ракета занимается обычной работой в компании Timely Inc. Его и Грута обманывают и возвращают на планету Полусвет, здесь он узнает, что его воспоминания об этом месте были полуправдивыми, и что ему намеренно создали ложные воспоминания. В действительности он вместе с Джадсоном Джейксом и Блэкджэком О’Хейрой обеспечивали безопасность для обитателей психлечебницы, в которой главным психологом был доктор Дивайн. Антропоморфические животные и клоуны-роботы были специально созданы для работы в лечебнице, так как они успокаивали обитателей. Войны, которые помнил Енот Ракета, были вызваны экстрасенсорным силами суперзлодея Звездного Вора, который был обитателем лечебницы. Он использовал свои силы, чтобы настроить жителей друг против друга. Ракета превратил охранников в биологический ключ, чтобы Звездный Вор не смог сбежать, сознательно изменил свой разум и улетел с планеты, но обманным путём вернулся. Его обманул разум Звездного Вора, которому удалось выбраться из темницы после того как тело его хозяина умерло.
В 2012 году воссоединился с командой Стражей Галактики.

### Силы и способности
Енот Ракета обладает нормальными признаками обычного земного енота, его скорость увеличена за счет тренировок, а также он имеет острые обоняние, зрение, слух и осязание. Он опытный пилот звездолёта, превосходный стрелок, использует два лазерных пистолета, а иногда — более тяжелое оружие. Он также превосходный военный тактик и имеет качества лидера, которые помогли ему взять на себя ответственность за Стражей Галактики, когда Звездный Лорд исчез.

## Появление вне комиксов

### Мультсериалы
- Енот Ракета, озвученный Грегом Эллисом, появляется как член Стражей Галактики в серии «Майкл Корвак» мультсериала «Мстители. Величайшие герои Земли».
- Енот Ракета появляется в серии «Стражи Галактики» мультсериала «Совершенный Человек-паук», где его озвучил Билли Уэст.
- Енот Ракета является главным героем мультсериала «Стражи Галактики», в котором его озвучил Тревор Девалл.

### Кинематографическая вселенная Marvel
Актёр Брэдли Купер озвучил Енота Ракету в фильме «Стражи Галактики» (2014), являющемся частью медиафраншизы «Кинематографическая вселенная Marvel». Герой был создан с помощью компьютерной графики и технологии захвата движения енота Орео, присутствовавшего на съёмочной площадке. В фильме его называют просто Ракета, по классификации Корпуса Нова — «Объект 89P13». О существовании таких животных, как земные еноты, он не имеет ни малейшего понятия. По затраченному экранному времени Ракета — даже более главный персонаж, чем Звёздный Лорд.
В фильме Ракета и Грут действуют совместно как «охотники за головами» на планете Ксандер, столице Империи Нова. Обнаружив, что за присутствующего на планете Звёздного Лорда объявлена большая награда, они пытаются поймать его с применением 4-ствольного электрошокерного гранатомёта, судя по всему, собственной конструкции Ракеты. После недолгих разборок Ракета и Грут вместе с Лордом и Гаморой задерживаются корпусом Нова, охранниками порядка в Империи, а затем отправляются в тюрьму строгого режима «Килн» на астероидах. Отдельными сценами поясняется происхождение этого создания в результате генных модификаций и кибернетических изменений, а также его особенное чувство юмора. О его похождениях в колонии для психбольных не упоминается. Ракета не только сообщает о своём обширном опыте побегов из разных тюрем, но и практически немедленно осуществляет новый и весьма успешный побег с товарищами по несчастью, к которым присоединяется Дракс Разрушитель. Ещё одной сценой в игровом зале показан его сердитый и ранимый характер, связанный с нелёгким происхождением. Впоследствии Ракета проявляет хорошие лётные навыки, а когда команда осталась без Питера и Гаморы, организовывает спасательную экспедицию с применением своего нового гранатомёта — хадронного усилителя. В битве против флота главного злодея Ракета проявляет навыки тактика, и наконец в последней боевой сцене наспех ремонтирует оружие против злодея. После этого Ракета решает остаться в этой сложившейся команде «Стражи Галактики».
В фильме «Стражи Галактики. Часть 3» (2023), после противостояния с Высшим Эволюционером, команда распадается, и Ракета становится капитаном новой команды «Стражи Галактики».

### Видеоигры
- Енот Ракета один из играбельных персонажей файтинга Ultimate Marvel vs. Capcom 3.
- Так же один из игровых персонажей игры Marvel Heroes.
- Один из играбельных персонажей в Lego Marvel Super Heroes.
- Появляется в игре Marvel's Guardians of the Galaxy и Guardians of the Galaxy: The Telltale Series, является неиграбельным персонажем
- Является игровым персонажем в Marvel Rivals